# Огризківські буки
Огризківські буки — вікові дерева, ботанічна пам'ятка природи місцевого значення в Україні. Зростають поблизу села Огризківці Кременецького району Тернопільської області, в межах лісового урочища «Огризківці». 
Площа — 0,08 га. Оголошені об'єктом природно-заповідного фонду рішенням виконкому Тернопільської обласної ради № 645 від 13 грудня 1971 року. Перебувають у віданні колективного господарства імені Тараса Шевченка. 
Під охороною — два буки віком понад 200 років і діаметром 115 та 125 см. Мають науково-пізнавальну та естетичну цінність.